# Neuschleichach
Neuschleichach ist ein Gemeindeteil der Gemeinde Oberaurach im unterfränkischen Landkreis Haßberge in Bayern. Am 1. Mai 1978 wurde die bis dahin selbständige Gemeinde Neuschlaichach im Zuge der Gebietsreform in Bayern in die neu gebildete Gemeinde Oberaurach eingegliedert.

## Geographie
Das Kirchdorf liegt an der Kreisstraße HAS 18 und an der Aurach, einem orografisch linken Nebenfluss der Regnitz. Südöstlich – entlang der Staatsstraße 2276 und der Aurach – erstreckt sich das rund 203 ha große Naturschutzgebiet Tretzendorfer Weiher.

## Baudenkmäler
In der Liste der Baudenkmäler in Oberaurach sind für Neuschleichach sechs Baudenkmale aufgeführt, darunter die im Jahr 1887 erbaute neugotische katholische Kapelle St. Anna, ein Saalbau mit eingezogenem Chor, Satteldach und verschiefertem Dachreiter.

## Söhne und Töchter des Ortes
- Armin Knab (1881–1951), Komponist, Musiker und Jurist